# Casa Stefan Zweig

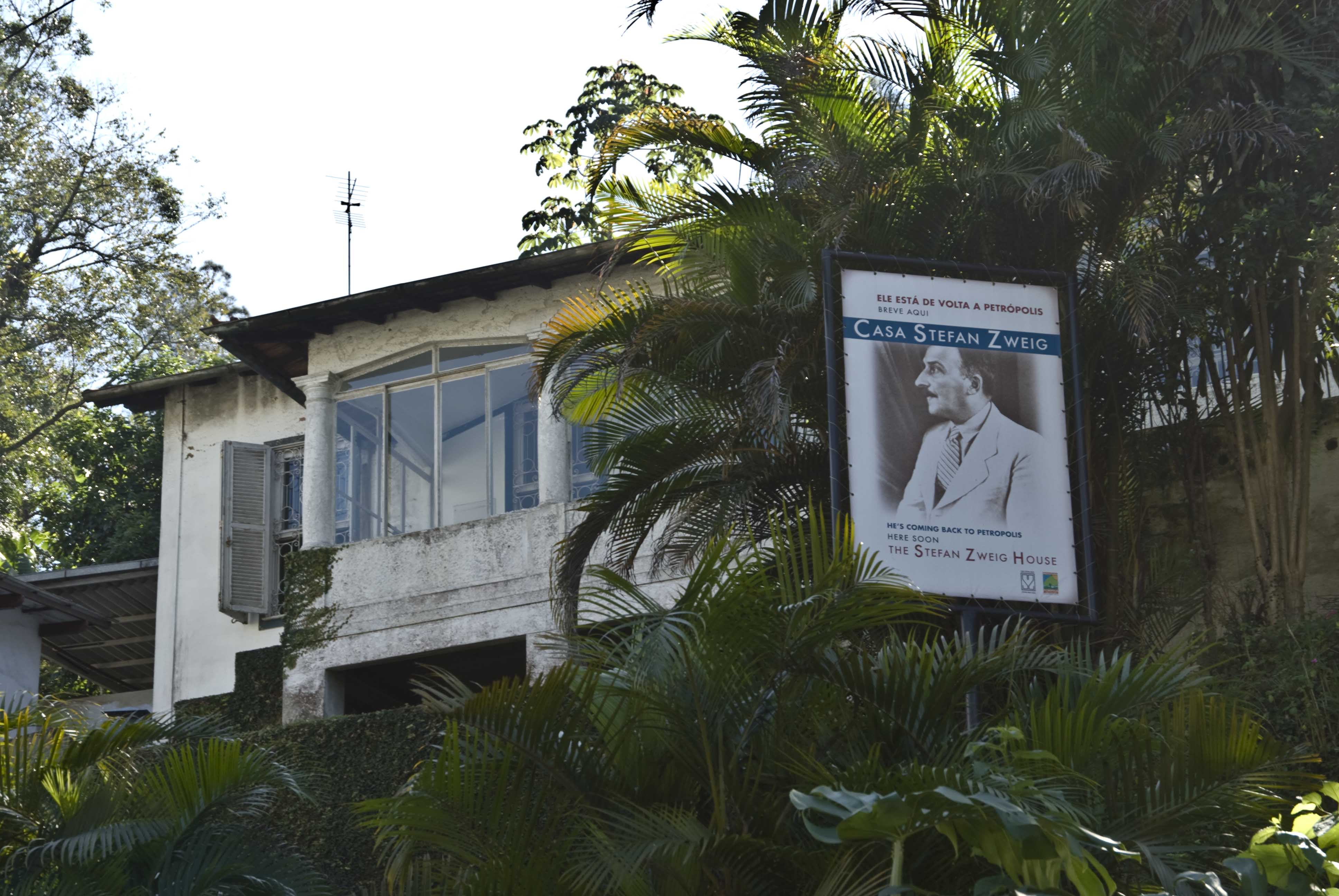
Das Stefan-Zweig-Museum in Petrópolis

Die Casa Stefan Zweig ist im Besitz eines privatrechtlichen, gemeinnützigen Vereins, der 2006 von einer Gruppe interessierter Privatleute gegründet wurde, um im letzten Wohnhaus von Stefan Zweig und dessen Frau in Petrópolis (Brasilien) ein Museum zu errichten, das dem Schriftsteller gewidmet ist. Seit 2012 ist das Museum für Besucher geöffnet.

## Haus

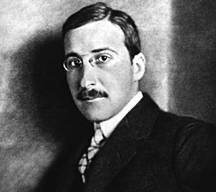
Stefan Zweig um 1900

Das Zweig-Haus liegt in der Rua Gonçalves Dias Nr. 34 in der Stadt Petrópolis nördlich von Rio de Janeiro im Bundesstaat Rio de Janeiro. Hier wohnten Stefan Zweig und seine zweite Frau Lotte fünf Monate lang bis zu ihrem gemeinsamen Freitod am 22. Februar 1942. Während dieser Zeit überarbeitete der Schriftsteller seine Autobiografie Die Welt von Gestern sowie die Schachnovelle und entwarf seinen Essay über Montaigne. Das Haus  wurde vom Verein Casa Stefan Zweig erworben und der Architekt Miguel Pinto Guimarães mit der Renovierung und der Umgestaltung des Hauses in ein Museum beauftragt.

## Museum
Das Museum soll eine Gedenkstätte des Exils für Künstler, Intellektuelle und Wissenschaftler aus Europa sein, die wie Stefan Zweig während des Nationalsozialismus nach Brasilien geflüchtet sind und dort ihren Beitrag zu Kunst und Wissenschaft leisteten.
Geplant werden Ausstellungen, Symposien, Wettbewerben, Theater- und Filmvorführungen, Lesungen und Konzerte, auch in Kooperation mit Partnerorganisationen wie der Internationalen Stefan Zweig-Gesellschaft. Das Museum soll eine Bibliothek sowie einen Konferenzsaal beherbergen.
Seit 2008 kann im Museum ein österreichischer Gedenkdienst abgeleistet werden.

## Der Verein
Erster Präsident des Vereins Casa Stefan Zweig ist der brasilianische Journalist und Stefan Zweig-Biograf Alberto Dines. Der Verein betreibt eine viersprachige Webseite, auf der Informationen über Zweig und die Exilliteratur im Allgemeinen abgerufen werden können.